# Albirex Niigata
O Albirex Niigata é um clube de futebol japonês, com sede na cidade de Niigata.  A equipe, que compete na J. League desde a temporada 2004, atualmente na 2ª divisão, realiza suas partidas como mandante no Estádio Big Swan, com capacidade para 42.300 torcedores

## História
Por muitos anos, foi um clube amador autônomo local, Niigata 11 , que nunca esperou ver a luz do dia em uma antiga liga de futebol do Japão, dominada quase inteiramente por equipes de empresas. A criação da J.League estimulou o clube a subir e, nos anos 90, começou a subir rapidamente pelas divisões.
Em 1998, Albirex Niigata se juntou ao Japan Football League , e foi incorporada pela J2.League após a sua criação em 1999. A equipe tornou-se gradualmente competitivo e em 2001 e 2002 chegou perto de ser promovido a J1 e, em 2003, que tornou-se o campeão da J2.League e finalmente se juntou ao primeiro nível do futebol nacional.
O nome da equipe é feito a partir da combinação da estrela Albireo da constelação de Cygnus (o Cisne) e da palavra latina Rex, que significa 'rei'. Em 1997, devido a questões de direitos autorais, o nome da equipe mudou de Albireo Niigata para Albirex Niigata.
O sucesso do Albirex Niigata deu um grande impacto a todo o mundo esportivo japonês, incluindo o beisebol profissional. É porque a correção comercial da estrutura de esportes profissionais, e uma aderência regional (eficácia no Japão) foi comprovada também na cidade do esteio local. Além disso, veio esclarecer a posse de energia que era maior do que a expectativa do mercado esportivo na cidade local sem a população da área metropolitana no passado, e os sentimentos de localismo dos cidadãos da cidade local são muito maiores para influenciar outros muitos esportes e municipalidade.
Transição do nome da equipe
- Niigata Eleven SC (Clube de futebol) (1955)
- Albireo Niigata FC (1995)
- Albirex Niigata (1997)

## Titulos
- J2.League:2 2003, 2017

## Clubes Filiados
Desde 2004, Albirex Niigata selecionou um número de jogadores para sua equipe de satélite no S.League em Cingapura. O Albirex também tem uma equipe feminina e se juntou à L2 League (um equivalente de J2) em 2004. Albirex Ladies venceu o título L2 em 2006, e se juntou à L1 em 2007.
Os seguintes clubes são afiliados ao Albirex Niigata:
- Albirex Niigata Ladies ( Liga de Futebol Feminino do Japão )
- Colégio de Futebol do Japão ( Hokushinetsu Football League )
- Albirex Niigata Cingapura FC ( S.League )
- Albirex Niigata Barcelona ( Quarta Catalana )

Além do time de futebol J-1 Albirex Niigata, há um clube de basquete Niigata Albirex na liga bj , bem como uma equipe de esqui, snowboard, beisebol e atletismo. Embora as equipes compartilhem o mesmo nome, a administração e as finanças são completamente separadas para cada equipe.